# امانوئل ریویر
امانوئل ریویر (انگلیسی: Emmanuel Rivière؛ زادهٔ ۳ مارس ۱۹۹۰) بازیکن فوتبال اهل فرانسه است.
از باشگاه‌هایی که در آن بازی کرده‌است می‌توان به باشگاه فوتبال سن-اتین، باشگاه فوتبال تولوز، باشگاه فوتبال نیوکاسل یونایتد، و باشگاه فوتبال موناکو اشاره کرد.
وی همچنین در تیم‌های ملی فوتبال France national under-16 football team، زیر ۱۷ سال فرانسه، زیر ۱۸ سال فرانسه، زیر ۱۹ سال فرانسه، زیر ۲۱ سال فرانسه، و مارتینیک بازی کرده‌است.